# Transnationale Repression
Transnationale Repression ist eine Form der politischen Unterdrückung, die von einem Staat außerhalb seiner Grenzen ausgeübt wird. Häufig zielt sie auf im Ausland lebende politische Dissidenten ab oder auf kritische Mitglieder von Diasporagemeinschaften in anderen Staaten. Es sind vor allem autoritäre Regime, die unterschiedlichste repressive und bedrohliche Mittel einsetzen, um in Deutschland, Österreich, der Schweiz und anderen liberalen Demokratien lebende Dissidenten einzuschüchtern und mundtot zu machen, zu kontrollieren und zu bestrafen.
In Deutschland sind nach Berichten von Menschenrechtsgruppen und Medien unter anderem Geheimdienste aus Ägypten, Aserbaidschan, Belarus, China, Ruanda, Russland, Saudi-Arabien, der Türkei und Vietnam aktiv, um in Deutschland lebende Menschen mit familiären Verbindungen in diese Länder unter Druck zu setzen. Ziel ist es demnach, kritische Stimmen zum Schweigen zu bringen.
Im August 2024 haben sich in Berlin elf nichtstaatliche Organisationen zu einer „Koalition gegen Transnationale Repression in Deutschland“ (TNR-Koalition) zusammengeschlossen, um die Aufmerksamkeit für das Thema zu steigern.
In der deutschen Politik setzen sich unter anderem die Bundestagsabgeordneten Derya Türk-Nachbaur, Frank Schwabe und Roderich Kiesewetter gegen Transnationale Repression ein. Die schwarz-rote Koalition schreibt in ihrem Koalitionsvertrag, dass sie "(t)ransnationaler Repression durch autoritäre Staaten in Deutschland (...) wirksam begegnen" wird.